# کاتیا و اشکوبانک
کاتیا و اشکوبانِک (چکی: Káťa a Škubánek) که در ایران با عنوانِ کاتیا و سگ خالدار هم شناخته می‌شود، نام یک مجموعهٔ تلویزیونی کارتونی محصولِ کشورِ چکسلواکی است که در دو فصل ساخته شده و مابینِ سال‌های ۱۹۸۲ تا ۱۹۹۴ میلادی، از تلویزیون آن کشور پخش شد.